# Preus museum
Preus Museum je národní fotografické muzeum se sídlem v norském Hortenu.

## Historie
Muzeum bylo založeno v roce 1976 Leifem Preusem a členy rodiny Preusů jako soukromé muzeum. Sbírku získala norská vláda v roce 1995. Sbírka muzea se skládá z fotografií a různých dalších forem obrazů, spolu s fotoaparáty a souvisejícími zařízeními, které ilustrují historii fotografie. V roce 2001 se muzeum přestěhovalo do bývalého námořního zařízení v Karljohansvernu v kraji Vestfold. Zařízení byla upravena pro použití v muzeích na základě práce architekta Sverre Fehna.
Muzeum bylo založeno rozhodnutím parlamentu v roce 1994. Stát se rozhodl koupit existující Museum fotografie Preus. Je vlastněno státem a ten má hlavní zodpovědnost za zachování, sbírání a zprostředkování fotografie, se zvláštním důrazem na uměleckou fotografii. Sbírka muzea se skládá z norských i světových fotografií, fotoaparátů a jiných objektů dokládajících historii fotografie. Muzeum také spravuje specializovanou fotografickou knihovnu. V roce 2001 otevřelo novou pobočku v Hortenu u Osla. Mezi další patří Fotografiens Hus – Dům fotografie a Oslo Kamera Klubb – Fotografický klub Oslo založený v roce 1921.

## Galerie

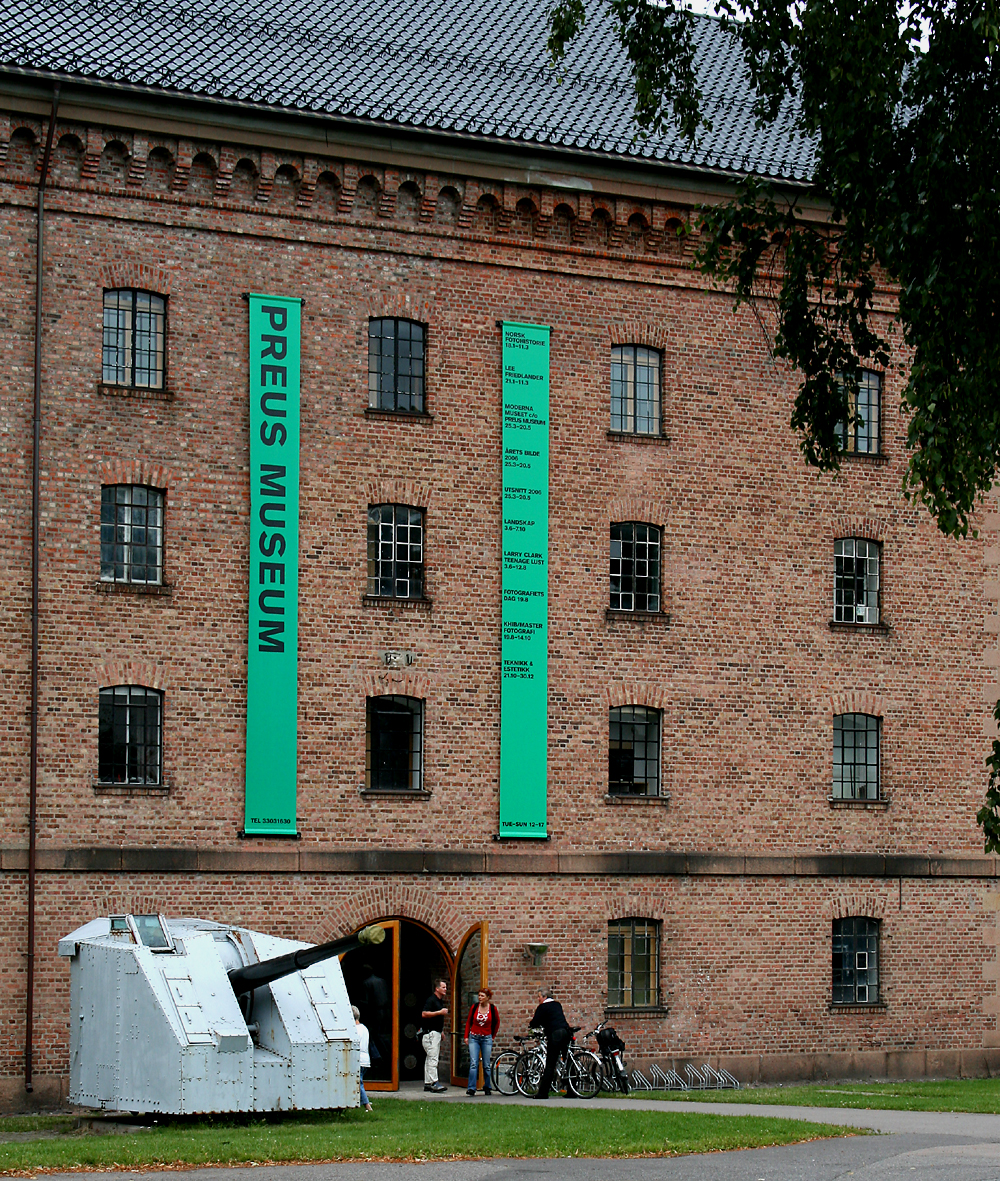
Preus Museum
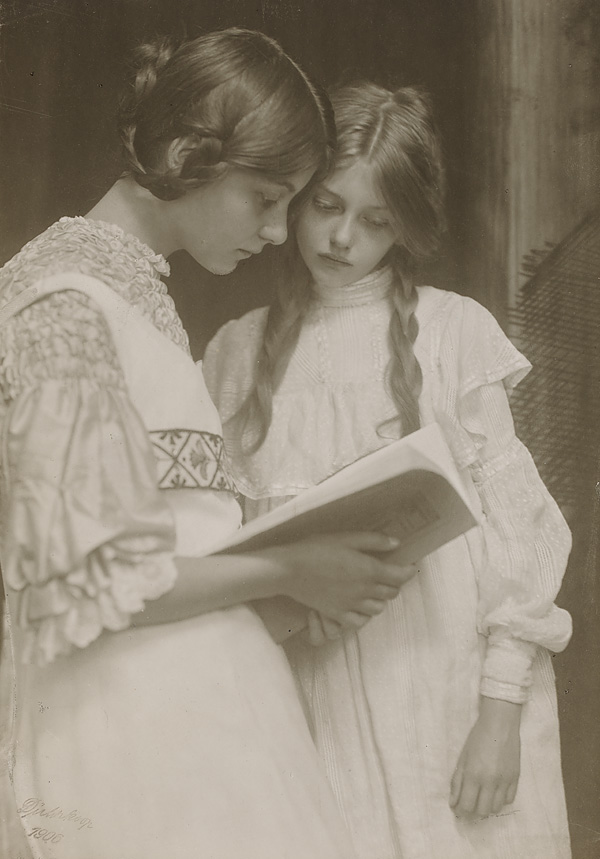
Rudolf Dührkoop: Gertrude a Ursula Falke
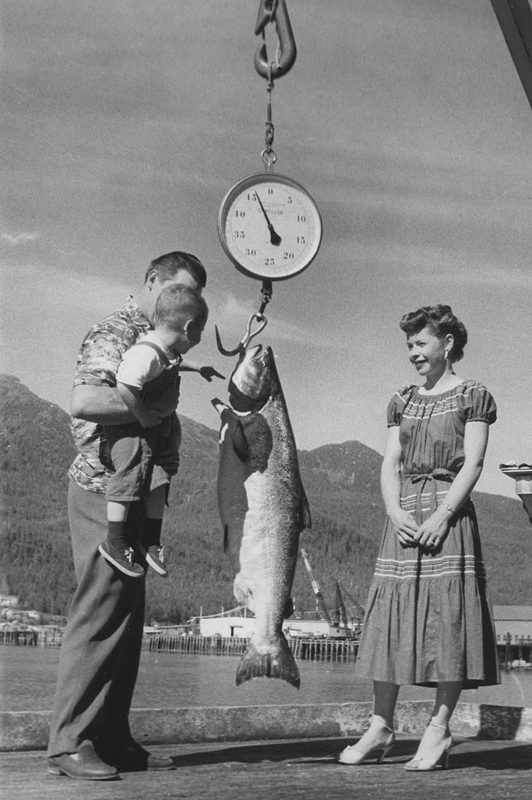
Elisabeth Meyer: Vítěz Golden North Samon Derby, 1955
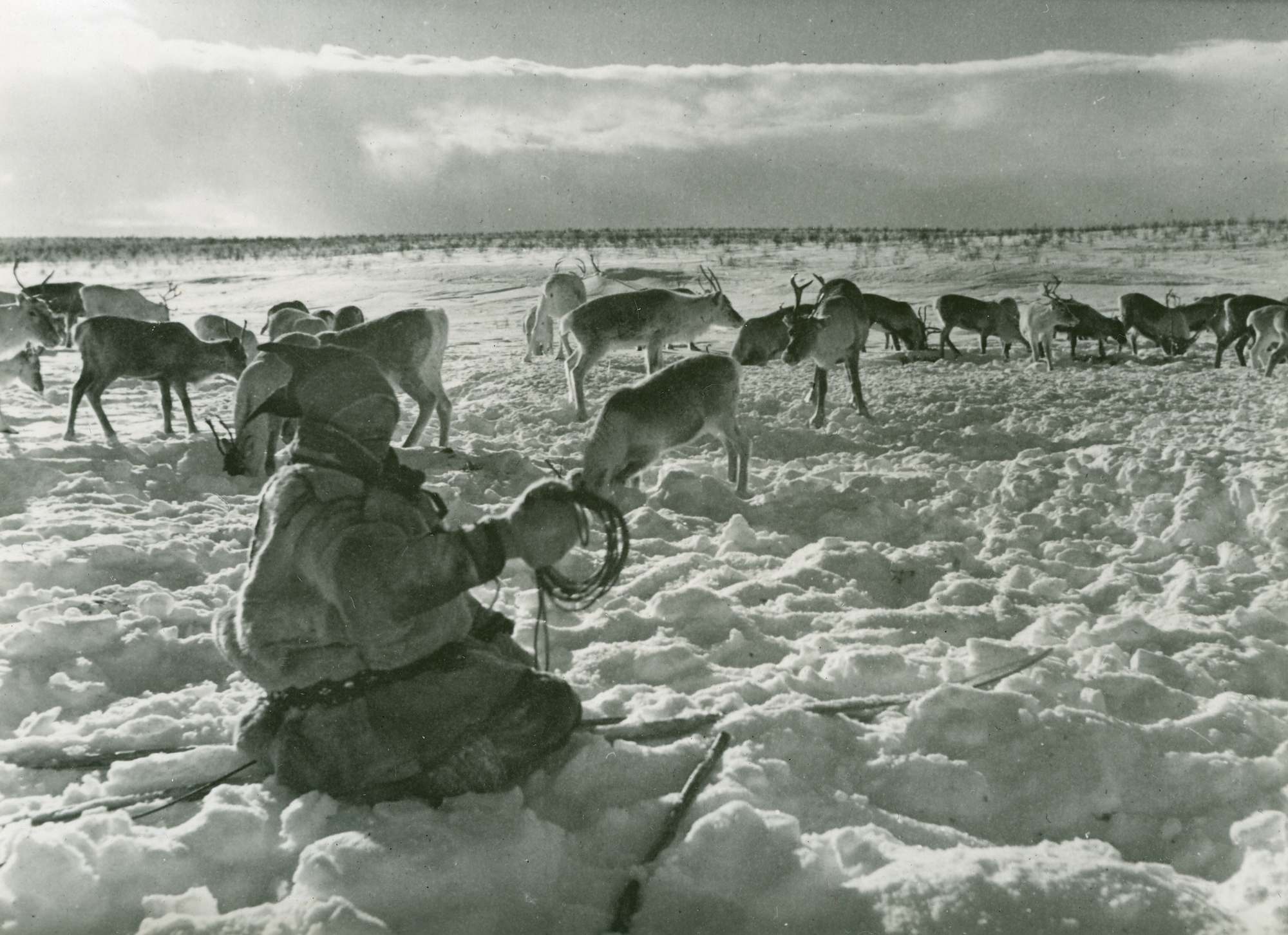
Elisabeth Meyer: Sáma severně od polárního kru
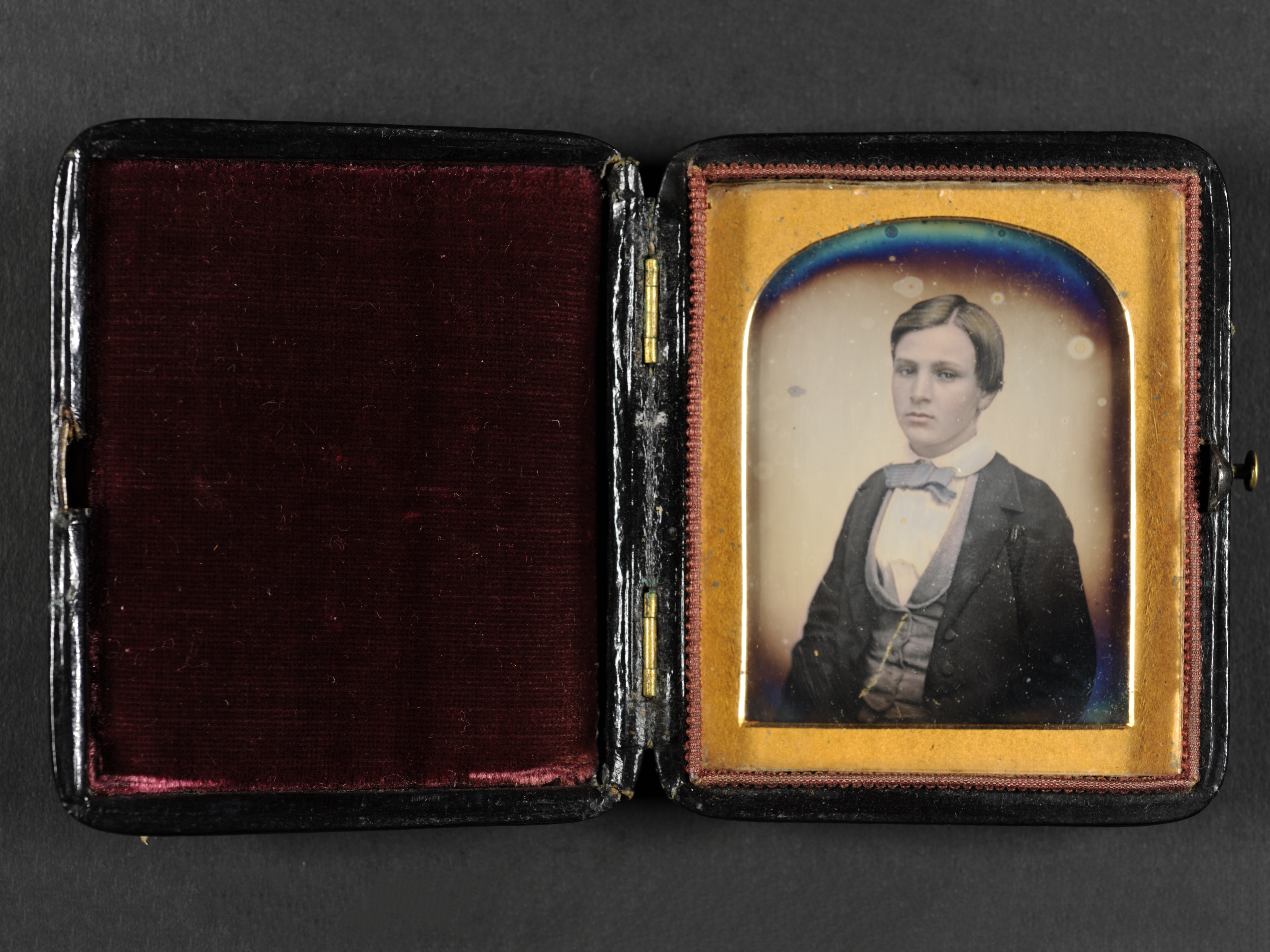
Autor neznámý: Portrait of a young boy, colored, 1/8 plate daguerreotype in case, datum neznámé
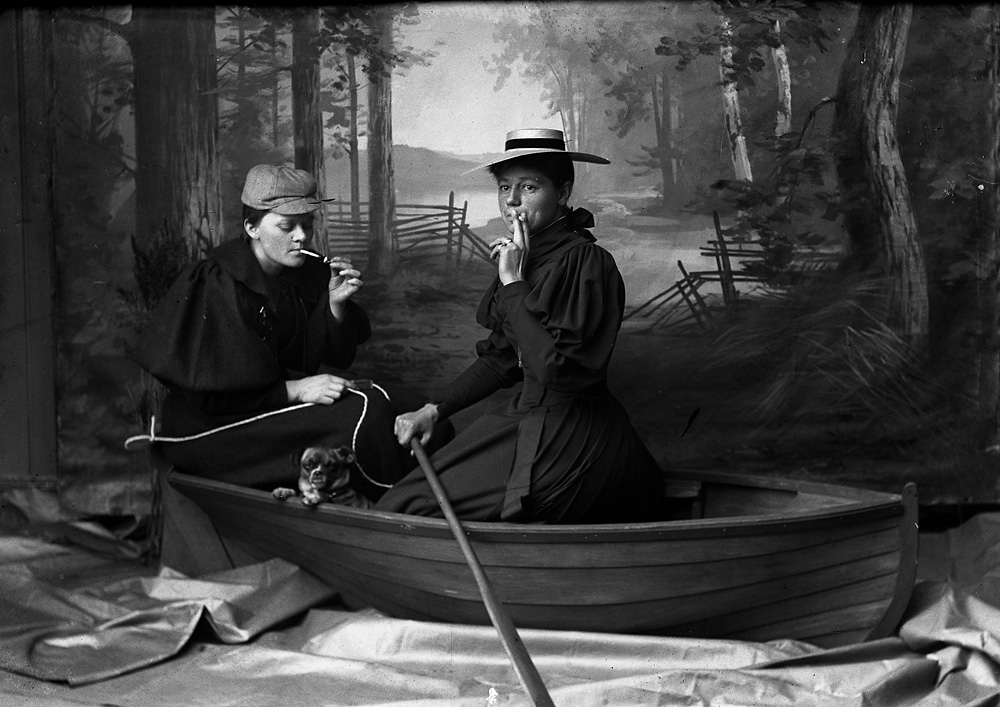
Marie Høeg a Bolette Berg (Berg & Høeg)
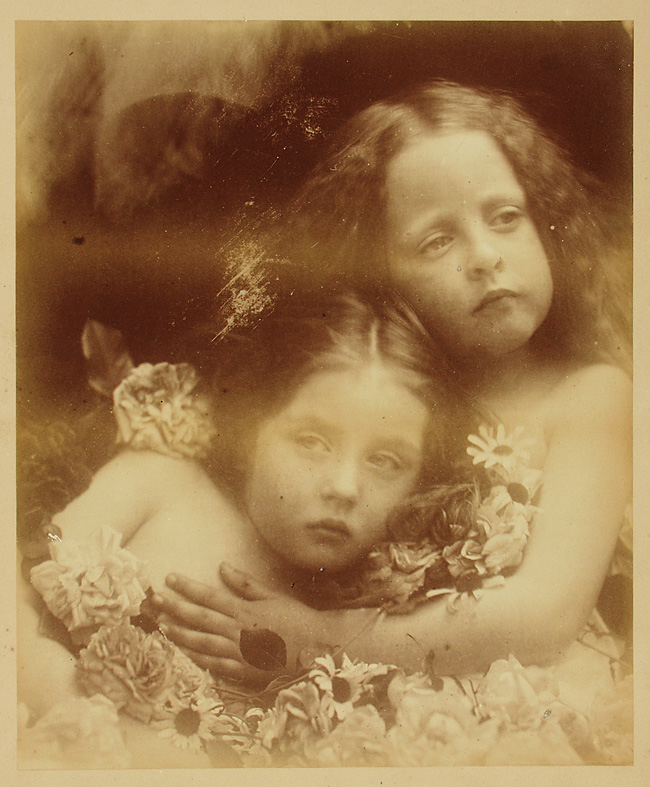
Julia Margaret Cameronová: English blossoms, 1873
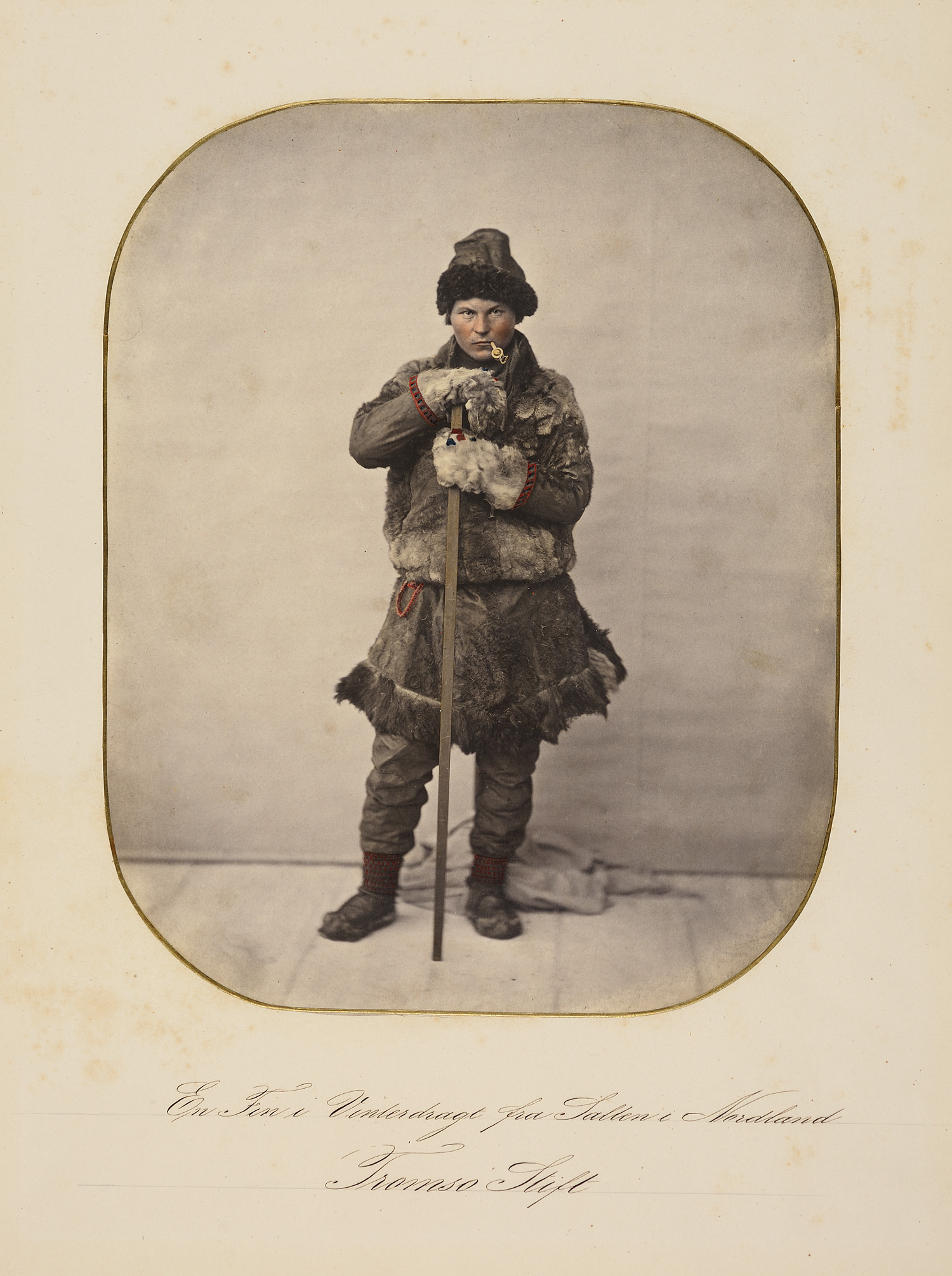
Marcus Selmer: En fin i vinterdragt fra Salten i Nordland, Tromsø Stift
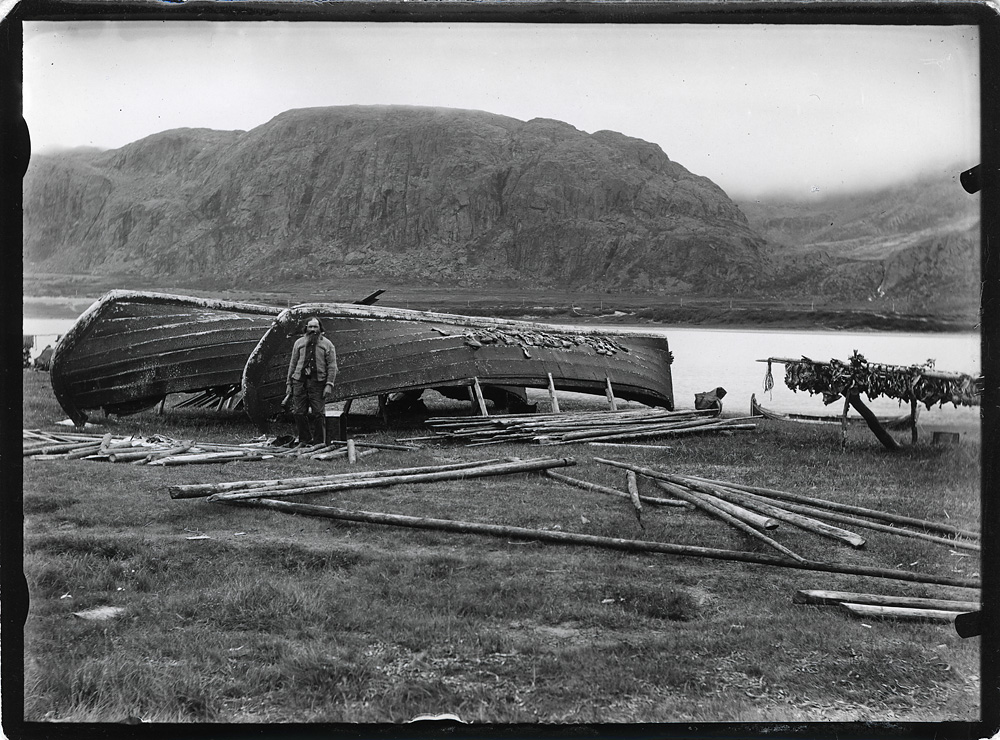
Ellisif Wessel: Man and two boats at Jakobselva
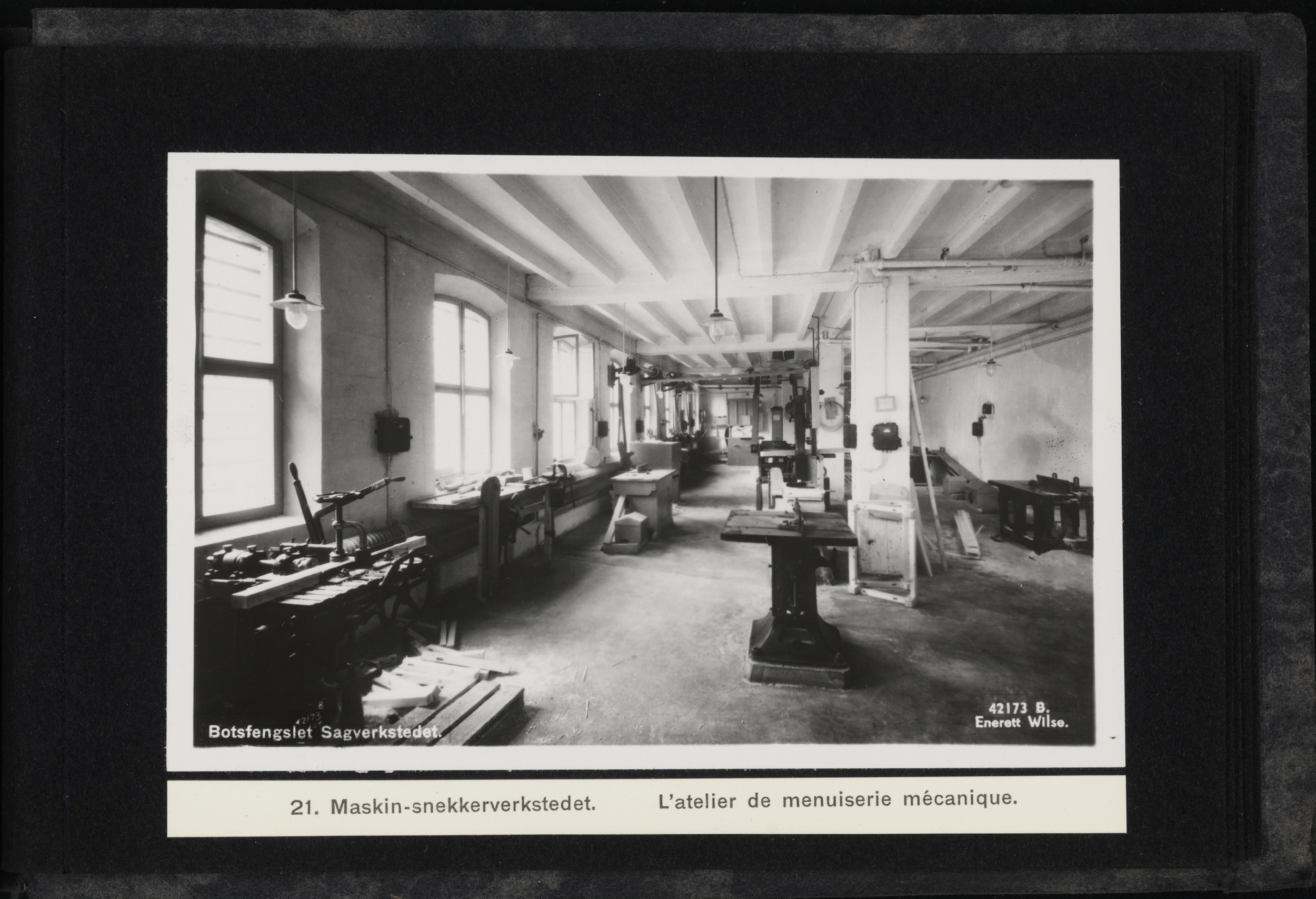
Anders Beer Wilse: Album from Oslo Botsfengsel